# ジェフリー・ホールダー
ジェフリー・ホールダー（Geoffrey Holder,  1930年8月1日 - 2014年10月5日）は、ポートオブスペイン出身でアメリカ合衆国の俳優・声優、ダンサー、演出家、デザイナーである。

## 来歴
1930年、ポートオブスペイントリニダード島に4人兄弟の一人として生まれた。兄のボスコー・ホールダーはダンサー、振付師などで知られている。ジェフリー自身も7歳の頃からダンスを習い始めた。1952年に振付師のアグネス・デ＝ミルに見い出され、ニューヨークへ渡米。その後、ニューヨークを拠点とするメトロポリタン・オペラ・バレエ団の主要ダンサーとして1955年から1年間在籍している。また『House of Flowers』という演目のミュージカル舞台でブロードウェイも果たし、俳優としてのキャリアもスタート。
1957年には『Carib Gold』にダンサー役で出演して映画デビュー。1967年には『ドリトル先生不思議な旅』などへも出演。1973年にロジャー・ムーアがジェームズ・ボンドを演じた『007 死ぬのは奴らだ』、1982年に映画版の『アニー』などへ出演し、俳優としても認知されるようになった。演技以外にもデザイン、演出の分野でも才能を発揮して、1975年には『オズの魔法使い』をオール黒人キャストで描いた『ザ・ウィズ』における衣裳デザインと演出部門の両方でトニー賞を受賞した。どちらの部門においても、黒人でノミネートされたのは彼が初めてであった。またドラマ・デスク・アワード衣裳デザイン賞も受賞した。この公演は1,672回上演された。
またそれ以外では独特の声を活かし、ティム・バートン監督によりロアルド・ダールの小説が再映画化された『チャーリーとチョコレート工場』ではナレーターも務めている。
1970年代から1980年代にニューヨークで活動していた写真家 土井弘介は、ヘルムート・ニュートンの助手時代にプレイボーイ系ファッション誌にモデルと出演していたホールダーと出会い、生涯の友となった。土井は彼のポートレートを含め数々の写真を残している。

### 死去
2014年10月5日、ニューヨーク市マンハッタンで肺炎により死去。84歳だった『アニー』用心棒役のジェフリー・ホールダーさん死去　84歳 - シネマトゥデイ。

## 出演作品

### 映画
- Carib Gold (1957)
- ポギーとベス Porgy and Bess (1959)
- Androcles and the Lion (1967) ※テレビ映画
- ドリトル先生不思議な旅 Doctor Dolittle (1967)
- ジャワの東 Krakatoa: East of Java (1968)
- ウディ・アレンの誰でも知りたがっているくせにちょっと聞きにくいSEXのすべてについて教えましょう Everything You Always Wanted to Know About Sex * But Were Afraid to Ask (1972)
- 祖国なき男 The Man Without a Country (1973) ※テレビ映画
- 007 死ぬのは奴らだ Live and Let Die (1973)
- The Noah (1975)
- Swashbuckler (1976)
- カリブの嵐 Swashbuckler (1976)
- アニー Annie (1982)
- Christmas (1986)
- 天国から来たジャズマン Ghost of a Chance (1987) ※テレビ映画
- Where Confucius Meets the New Wave (1987)
- ブーメラン Boomerang (1992)
- しあわせ Hasards ou coïncidences (1998)
- Goosed (1999)
- チャーリーとチョコレート工場 Charlie and the Chocolate Factory (2008)
- The Magistical (2008)

### テレビドラマ
- The United States Steel Hour (1957)
- The DuPont Show of the Month (1958)
- ターザン Tarzan (1967, 1968)
- スパイのライセンス It Takes a Thief (1970)
- Great Performances (1983)

### テレビアニメ
- Bear in the Big Blue House (1997)
- Cyberchase (2002, 2003)

### ビデオゲーム
- Hell: A Cyberpunk Thriller (1995)
- チャーリーとチョコレート工場 Charlie and the Chocolate Factory (2005)